# أرتور شاكون كروز
أرتور شاكون كروز (بالإسبانية: Arturo Chacón Cruz) هو مؤدي ومغني أوبرا مكسيكي، ولد في 20 أغسطس 1977.